# Antitrygodes
Antitrygodes is een geslacht van vlinders van de familie spanners (Geometridae), uit de onderfamilie Sterrhinae.

## Soorten
- A. acinosa Prout, 1932
- A. agrata Felder, 1875
- A. callibotrys Prout, 1918
- A. cuneilinea Walker, 1862
- A. dentilinea Warren, 1897
- A. divisaria Walker, 1861
- A. dysmorpha Prout, 1915
- A. herbuloti Viette, 1977
- A. malagasy Viette, 1977
- A. parvimacula Warren, 1896
- A. pirimacula Prout, 1916
- A. subaequalis Prout, 1917